# Idioma tsafiki
El Tsafiki (autoglotónimo: tsáfiki, 'palabra verdadera') es el nombre de una lengua de la familia barbacoana de la etnia aborigen conocida como tsáchila ('verdadera gente') en su propio idioma.
Los Tsáchilas, que en la antigüedad también fueron llamados "Indios Colorados" por los mestizos o colonos de la zona, habitan la región noroeste de la República de Ecuador, en la provincia de Santo Domingo de los Tsáchilas, cuya ciudad principal es Santo Domingo, conocida también como Santo Domingo de los Colorados.

## Fonología
El inventario consonántico del tsáfiki está formado por:
|           |           | Bilabial | Alveolar | Alveolar | Palatal | Velar | Glotal |
| central   | lateral   | Bilabial |          |          | Palatal | Velar | Glotal |
| --------- | --------- | -------- | -------- | -------- | ------- | ----- | ------ |
| Oclusiva  | sorda     | p        | t        |          |         | k     | ʔ      |
| Oclusiva  | sonora    | b        | d        |          |         |       |        |
| Africada  | Africada  |          | ts       |          |         |       |        |
| Fricativa | Fricativa | ɸ        | s        |          |         | h     |        |
| Nasal     | Nasal     | m        | n        |          |         |       |        |
| Líquida   | Líquida   |          | r        | l        |         |       |        |
| Semivocal | Semivocal | w        |          |          | j       |       |        |

Las alveolares centrales /ts, j/ desarrollan alófonos postalveolares /tʃ, ʃ/ ante vocal cerrada. Las oclusivas sonoras /b, d/ se articulan preglotalizadas en interior de palabra. En posición inicial /r/ se articula a veces como [dɾ].